# Kunst im öffentlichen Raum in Hamburg-Wilstorf
Diese Liste von Kunst im öffentlichen Raum in Hamburg-Wilstorf enthält dauerhaft aufgestellte Kunstwerke auf dem Gebiet des Stadtteils Wilstorf der Freien und Hansestadt Hamburg, die sich im öffentlichen Raum befinden und von anerkannten Künstlern und Künstlerinnen geschaffen wurden. Viele dieser Kunstwerke sind durch das Programm Kunst am Bau (und dessen Folgeprogramme) gefördert oder mit öffentlichen Geldern angekauft worden, dies ist aber keine Voraussetzung für die Aufnahme. Ebenso mögen einige dieser Kunstwerke als Kulturdenkmal geschützt sein, aber auch das ist keine Voraussetzung für die Aufnahme in diese Liste.
Bauschmuck ist im Normalfall im Artikel über das Bauwerk darzustellen, und gehört nicht in diese Liste. Streetart kann Aufnahme in die Liste finden, wenn es zu dem konkreten Kunstwerk eine ausführliche Rezeption in der Kunstwissenschaft gibt und ein enzyklopädischer Artikel über die Streetart-Künstler oder -Künstlerin existiert oder vorstellbar wäre. Denkmäler, die an eine Person oder ein Ereignis erinnern, können in die Liste aufgenommen werden, wenn sie ob ihrer zumeist plastischen Gestaltung als Kunstwerk gelten können. Bei reinen Gedenktafeln ist das normalerweise nicht der Fall.
Basis der Zusammenstellung sind Datensätze der Hamburger Kulturbehörde von 2012 und 2018, eine Veröffentlichung der SAGA GWG von 2008, und verschiedene Veröffentlichungen von Kunsthistorikern zum Thema. Eine abschließende Liste von Literatur kann es nicht geben, jedoch ist für jeden Eintrag in die Liste ein konkreter Verweis auf eine amtliche Liste oder anerkannte Sekundärliteratur erforderlich.
Gestohlene oder zerstörte Kunstwerke, die ehemals in Hamburg-Wilstorf aufgestellt waren, sind in einer separaten Liste aufgeführt.

## Legende
- Lage: Nennt die nächstgelegene Straße und, wenn vorhanden und sinnvoll, das nächstgelegene Bauwerk (mit Hausnummer) oder das umgebende Gebiet (z. B. einen Park) und gibt nötigenfalls Hinweise zur genauen Lage. Darunter werden - wenn vorhanden - auch die Geo-Koordinaten und das Wikidata-Logo als Verweis auf das Wikidata-Objekt angegeben. Die Spalte ist nach der Adresse sortierbar.
- Künstler/in: Name des Künstlers oder der Künstlerin, die das Kunstwerk geschaffen haben, verlinkt mit dem Wikipedia-Artikel zur Person. Die Spalte ist nach dem Nachnamen sortierbar.
- Beschreibung: Kurzbeschreibung des Werks, immer zuerst: Werktitel (kursiv), dann möglichst Material, Stil, Größe, Dargestelltes, Art der Förderung
- Jahr: Jahr der Fertigstellung des Kunstwerkes, wenn unbekannt dann das Jahr der Aufstellung. Hier kann nur ein einziges Jahr angegeben werden, kein Zeitraum. Weitere zeitliche Details zur Schaffung des Kunstwerkes (von–bis) können in der Beschreibung angegeben werden.
- Quelle: Kulturbehörde, SAGA, Literatur, jeweils mit Fußnote. Diese Angabe ist für eine Aufnahme in die Liste verpflichtend.
- Bild: Bild des Kunstwerks, mit Link auf Commons-Kategorie wenn vorhanden

Hinweis: Die Grundsortierung der Liste erfolgt nach der Adresse. Die Liste ist alternativ nach Künstler, Werktitel, Datierung oder Quelle sortierbar.

## Liste
| Lage                                                                   | Künstler                         | Beschreibung | Jahr      | Quelle        | Bild |  |
| ---------------------------------------------------------------------- | -------------------------------- | --- | --------- | ------------- | --- |  |
| Am Frankenberg 34 Seniorenheim Haus am Frankenberg, vor Eingang (Lage) | Hans-Joachim Frielinghaus        | Vogel-Brunnen Brunnenanlage mit Wasservögeln und Albatros, vermutlich Direktauftrag durch Wohnungsbaugenossenschaft Süderelbe                                 | 1989      | Kulturbehörde | weitere Bilder |  |
| Harburger Stadtpark Östlich des Hölscherwegs (Lage)                    | Ernst Küster                     | Denkmal für Georg Hölscher Stele mit Büste von Georg Hölscher                                                                                                 | 1935      | Zabel         | |  |
| Harburger Stadtpark Nahe Spielplatz Außenmühle (Lage)                  | Rudolf Kolbe                     | Ludowieg-Brunnen Denkmal zu Ehren von zu Ehren des Harburger Bürgermeisters Julius Ludowieg                                                                   | 1909      | Zabel         | weitere Bilder |  |
| Harburger Stadtpark                                                    | Winni Schaak                     | Hausungen vermutlich Direkterwerb Bezirk | 1998      | Kulturbehörde | |  |
| Harburger Stadtpark (Lage)                                             | Hubert Kiecol                    | Glückliche Maße Ankauf Bezirk zur Hälfte von KB Programm KiöR finanziert (36.000 DM)                                                                          | 1995/2000 | Kulturbehörde | weitere Bilder |  |
| Kapellenweg 63 Schule Kapellenweg, Stirnwand in Turnhalle (Lage)       | Hanns Hubertus Graf von Merveldt | Sportliche Betätigung Wandbild, KaB | 1956      | Kulturbehörde | Bild gesucht Die Wikipedia wünscht sich an dieser Stelle ein Bild vom Ort mit diesen Koordinaten 53.4434 9.98844 . Motiv: Kapellenweg 63 Falls du dabei helfen möchtest, erklärt die Anleitung , wie das geht. BW   |  |
| Trelder Weg 1 Vor Ladenzeile zu Hanhoopsfeld (Lage)                    | Ulrich Heitmüller-Schimmel       | Liegende Stein | 1968      | Zabel         | Bild gesucht Die Wikipedia wünscht sich an dieser Stelle ein Bild vom Ort mit diesen Koordinaten 53.439183 9.989866 . Motiv: Trelder Weg 1 Falls du dabei helfen möchtest, erklärt die Anleitung , wie das geht. BW |  |
| Winsenser Straße Unterseite der Überführung Hohe Straße (B 75) (Lage)  | unbekannt                        | Brückenzeichen Grafisch-konstruktive Arbeit in Form eines Leporello. Direktankauf durch Bezirksamt Harburg, Zuschreibung zu Hans-Jürgen Kleinhammes unsicher. | 1984      | Kulturbehörde | weitere Bilder |  |